# هارت (دهانه)
هارت یک دهانه برخوردی در ماه‌ است.

## دهانه‌های اقماری
این دهانه ۲ دهانه اقماری دارد.
| Haret | عرض جغرافیایی | طول جغرافیایی | قطر          |
| ----- | ------------- | ------------- | ------------ |
| Y     | ۵۵.۷° S       | ۱۷۵.۵° W      | ۲۷.۰ کیلومتر |
| C     | ۵۷.۲° S       | ۱۷۲.۸° W      | ۳۰.۰ کیلومتر |